# Acacia dempsteri
Acacia dempsteri — вид квіткових рослин з родини бобових. Ареал: Австралія (Західна Австралія).

## Середовище й екологія
Він є рідним для області в регіоні Голдфілдс-Есперанс у Західній Австралії, де його знаходять серед гранітних відслонень, що ростуть на скелетних піщаних або суглинистих ґрунтах. Він розкидано поширений від околиць Камбалди на півночі до скель Гілмор на півдні та до скелі Бріборінія, приблизно за 100 км на південь від Баладонії на сході, де він утворює частину чагарникової місцевості або спільнот маллі.

## Біоморфологічна характеристика
Витягнутий і колючий кущ зазвичай досягає висоти від 1,2 до 4 метрів. Кущ має голі гілки з білим борошнистим нальотом і остистими прилистками довжиною від 5 до 12 мм. Зелені або сіро-зелені філодії мають вузьколанцетну форму, яка зазвичай злегка асиметрична. Прямі або трохи вигнуті філодії мають довжину від 3 до 6 см і ширину від 4 до 10 мм і мають помітну середню жилку та нечіткі бічні жилки. Цвіте з вересня по жовтень і дає жовті квітки. Суцвіття складаються з великих сферичних квіткових головок, зазвичай близько 1 см у діаметрі, які містять від 40 до 50 щільно розміщених золотистих квіток. Темно-коричневі стручки, що утворюються після цвітіння, мають вузько-довгасту форму і підняті над насінням. Стручки досягають 5 см в довжину і 8–10 мм в ширину. Темно-коричневе насіння має довгасто-еліптичну форму і довжину від 3 до 4 мм.